# Jessica Humphrey
Pour les articles homonymes, voir Humphrey.
Jessica Humphrey, née le 17 avril 2008, est une nageuse namibienne.

## Carrière
Jessica Humphrey dispute le 200 mètres dos féminin aux championnats du monde de natation 2024 à Doha, où elle est éliminée dès les séries.
La même année, aux Jeux africains à Accra, Jessica Humphrey remporte la médaille de bronze du 200 mètres dos.